# L'Homme qui en savait trop (Chesterton)
Pour les articles homonymes, voir L'Homme qui en savait trop.
L'Homme qui en savait trop (The Man Who Knew Too Much and other stories) est un recueil de nouvelles policières de G. K. Chesterton publié en 1922 par Cassel & Co. L'ouvrage rassemble douze nouvelles, dont les huit premières concernent le détective surnommé l' « Homme qui en savait trop », tandis  que les quatre dernières mettent en scène d'autres personnages. En français, ces quatre derniers textes sont parfois regroupés sous le titre du premier d'entre eux : Les Arbres d'orgueil.

## Les douze nouvelles du recueil
Les titres français sont ceux de la traduction française signée Marie-Odile Fortier-Masek et parue aux Éditions L'Âge d'Homme

### CycleL'Homme qui en savait trop
1. Le Visage dans la cible (The Face in the Target)
2. Le Prince de l'évasion (The Vanishing Prince)
3. L'Âme de l'écolier (The Soul of the Schoolboy)
4. Le Puits sans fond (The Bottomless Well)
5. Le Trou dans le mur (The Hole in the Wall)
6. La Marotte du pêcheur (The Fad of the Fisherman)
7. L'Idiot de la famille (The Fool of the Family)
8. La Vengeance de la statue (The Vengeance of the Statue)

### Autres nouvelles
1. Les Arbres d'orgueil (The Trees of Pride)
2. Le Jardin enfumé (The Garden of Smoke)
3. Le Cinq de pique (The Five of Swords)
4. La Tour de la trahison (The Tower of Treason)

## Horne Fisher
Le personnage principal des huit premières nouvelles, Horne Fisher, est un détective malchanceux : il en sait trop. En effet, il se trouve être dangereusement proche des sphères du pouvoir. Il s'en explique dans la huitième et dernière nouvelle : « Le Premier ministre est un ami de mon père. Le ministre des Affaires étrangères a épousé ma sœur. Le chancelier de l'Échiquier est mon cousin germain. » Fisher a donc connaissance de secrets d'État qui l'embarrassent plus qu'ils ne l'aident dans ses investigations, car, s'ils lui permettent de démasquer les coupables, la plupart de ses enquêtes tournent court. Le meurtrier s'échappe parce qu'un procès aurait des conséquences politiques trop néfastes.
Fisher a pour auxiliaire un journaliste politique, Harold March, qui, loin d'être un faire-valoir à la manière d'un docteur Watson, sert plutôt de porte-parole à Chesterton pour exprimer sa philosophie et ses paradoxes.

## Traduction française
- G. K. Chesterton, L'Homme qui en savait trop, traduit par Marie-Odile Fortier-Masek, Lausanne, Éditions L'Âge d'Homme, 1984